# Leibfiaker Bratfisch
Pour plus de détails, voir Fiche technique et Distribution.
Leibfiaker Bratfisch (en français Le chauffeur de calèche Bratfisch) est un film autrichien réalisé par Hans Otto Löwenstein sorti en 1925.
Le film met en scène Josef Bratfisch (de), le cocher du fiacre de Rodolphe d'Autriche lors du drame de Mayerling.

## Synopsis
Le chauffeur de calèche Josef Bratfisch se souvient de son maître, le prince héritier d'Autriche-Hongrie Rodolphe, et de sa fatidique promenade en calèche jusqu'au pavillon de chasse de Mayerling, où le prince héritier a d'abord abattu son amante, Marie Vetsera, 17 ans, puis lui-même.
Après la mort de son maître, il se retire dans la vie privée et doit désormais repousser toutes les demandes journalistiques sur Rodolphe, Marie Vetsera et cette nuit fatidique de janvier 1889. Bratfisch est grièvement blessé lors d'une agression par un voleur. Un journaliste américain lui donne alors une grosse somme d'argent qui lui était déjà réservée pour obtenir la publication des mémoires de Bratfisch. Grâce à cette petite fortune, la fille de Bratfisch peut enfin épouser son amant, le fils d'un propriétaire d'usine.

## Fiche technique
- Titre original : Leibfiaker Bratfisch
- Réalisation : Hans Otto Löwenstein
- Photographie : Walter Reisch
- Société de production : Ottol-Film
- Pays d'origine :  Autriche
- Langue : allemand
- Format : Noir et blanc - 1,33:1 - 35 mm
- Genre : Histoire, Dramatique
- Durée : 1 700 mètres
- Dates de sortie :
  -  Autriche : 20 mars 1925.

## Distribution
- Georg Kundert : le chauffeur de calèche Josef Bratfisch (de)
- Eugen Neufeld (de) : le prince héritier Rodolphe
- Midy Elliot : Marie Vetsera, son amante
- Renate Renée : Mizzi Bratfisch, une fille
- Alexander Ivo : son fiancé
- Alexander Ehlfeld, Lia Franz, Rosa Vatter, Axel Plessen, Dora Kaiser

## Production
Leibfiaker Bratfisch s'inspire en grande partie de scènes d'un film de 1919 interdit par la censure autrichienne. Plus tard, d'autres scènes (celles de l'histoire secondaire), en particulier celles autour de Josef Bratfisch, sont retournées et l'ensemble du matériel est rassemblé pour former le film de 1925. À sa sortie, il est interdit aux jeunes.